# اندیس تراورتن فتح‌آباد
تراورتن فتح آباد یک اندیس مصالح ساختمانی است که در حوالی شهر آران استان اصفهان قرار دارد و مادهٔ معدنی موجود در آن، تراورتن است.سنگ میزبان این اندیس مارن و سنگ است و دیرینگی آن به دوران الیگومیوسن می‌رسد. 